# 澤勒冰川
80°55′S 156°30′E / 80.917°S 156.500°E
澤勒冰川（英語：Zeller Glacier）是南極洲的冰川，位於奧次地，全長16公里，最終在弗里斯山以北注入伯德冰川，以地質學家命名，現時由南極條約體系管理。